# Єпископ-емерит
Єпи́скоп-емери́т (грец. επίσκοπος — «наглядач» і лат. emeritus — заслужений, старий) — католицький або протестантський єпископ, який через похилий вік звільнений від виконання щоденних обов'язків.
На відміну від правлячого єпископа, єпископ-емерит більше не виконує адміністративне керування єпархією. Водночас він зберігає право на звершення Таїнств.